# Foulard

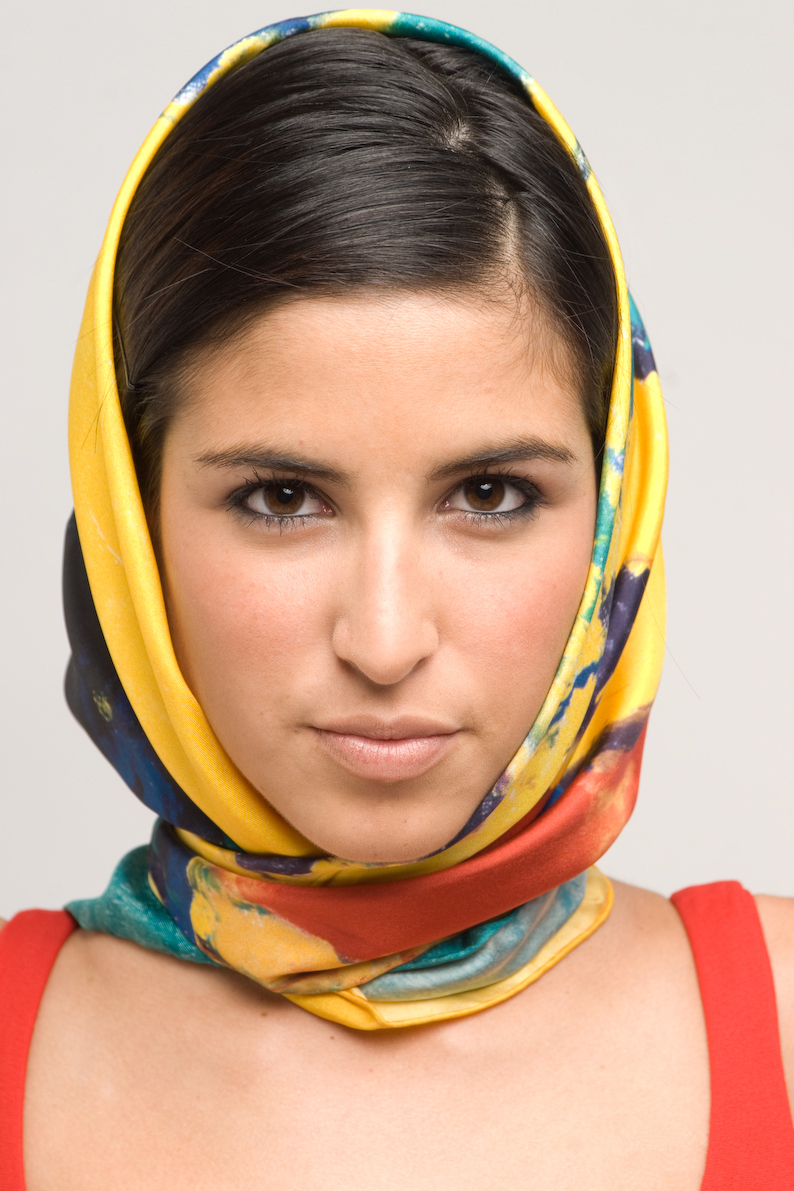
Foulard de seda de la Maison Casol hecho en Lyon.

Un foulard o fular (traducido del francés, 'pañuelo') es una prenda de vestir que se lleva como accesorio de moda. Es un tejido fino que se lleva atado en el cuello o en la cabeza.
El foulard desde antaño ha sido el tocado femenino más sencillo, tapando parcialmente los cabellos, ofrece una imagen de pudor y de modestia. En los años sesenta, un creador italiano, Emilio Pucci, fabricó los foulards en seda con motivos de colores vivos. Su ejemplo fue seguido rápidamente por numerosos fabricantes: Hermès, Versace, etc. En Francia, la villa de los foulards de seda se encuentra en Lyon, con una industria local presente desde el siglo XVI. André Claude Canova es uno de los creadores lioneses en seda que sigue haciéndolo de manera tradicional a mano. La princesa Grace Kelly de Mónaco fue reconocida por ser una fan de estos complementos de seda.